# NGC 5721
NGC 5721 је лентикуларна галаксија у сазвежђу Волар која се налази на NGC листи објеката дубоког неба.
Деклинација објекта је + 46° 40' 28" а ректасцензија 14h 38m 53,0s. Привидна величина (магнитуда) објекта NGC 5721 износи 14,9 а фотографска магнитуда 15,9. NGC 5721 је још познат и под ознакама MCG 8-27-13, CGCG 248-16, PGC 52346.